# Laidback Luke
Laidback Luke, pseudonimo di Lucas Cornelis van Scheppingen (Makati, 22 ottobre 1976), è un disc jockey e produttore discografico olandese.
Per nove anni consecutivi (2008–2016) è comparso nella classifica Top100Djs della prestigiosa rivista Dj Magazine con il piazzamento più alto al n°17 nel 2010.

## Biografia
Entra nel mondo della musica iniziando a suonare la chitarra. È il fondatore della casa di produzione olandese Mixmash Records e, nel 2013, apre una sua sublabel chiamata Ones To Watch Records. 
Il 1º ottobre 2012 si sposa con la DJ e produttrice Gina Turner con cui ha una figlia di nome EvaLina. Nel 2017 Laidback Luke annuncia la sua separazione dalla Turner.
Il 22 febbraio 2020 sposa la fidanzata Ashley, con una cerimonia a San Antonio (Texas).
Pratica il kung-fu.

## Discografia

### Album
- 2002 – Electronic Satisfaction
- 2015 – Focus

### Singoli e EP
- 1998 – 156 EP
- 1998 – Double 0
- 2006 – Don't Let Go (feat. Paul V.K.)
- 2006 – Otherwize Then (con Steve Angello)
- 2006 – Housetrap
- 2007 – Hypnotize (feat. Stephen Granville)
- 2007 – Ambition (feat. DJ DLG)
- 2007 – Be (con Steve Angello)
- 2007 – Rocking with the best
- 2007 – Break The House Down
- 2007 – Chaa Chaa (con Sebastian Ingrosso)
- 2008 – Show (feat. Tom Stephan & Romanthony)
- 2008 – Shake It Down (con A-Trak)
- 2008 – Generation Noise (con Roman Salzger ft. Boogshe)
- 2009 – Hey! (con Diplo)
- 2009 – Show Me Love (con Steve Angello feat. Robin S)
- 2009 – Leave the World Behind (con Axwell, Sebastian Ingrosso e Steve Angello feat. Deborah Cox)
- 2009 – I Need Your Loving
- 2009 – My G*O*D*
- 2009 – Blau (feat. Lee Mortimer)
- 2009 – Step by Step (con Gregor Salto & Acquah)
- 2009 – Shine Your Light (feat. Gregor Salto & Acquah)
- 2010 – Till Tonight (feat. Jonathan Mendelsohn)
- 2011 – Timebomb (feat. Jonathan Mendelsohn)
- 2011 – Natural Disaster (vs. Example)
- 2011 – Chiuso (feat. Gina Turner & Nouveau Yorican)
- 2011 – Turbolence (feat. Lil Jon & Steve Aoki)
- 2012 – Speak Up (feat. Wynter Gordon)
- 2011 – Who's Wearing the Cap (feat. Sander van Doorn)
- 2012 – We Are the Stars (feat. Martel)
- 2012 – 1234 (con Chuckie & Martin Solveig)
- 2013 – Pogo (feat. Majestic)
- 2013 – Dynamo (con Hardwell)
- 2013 – More (con Dimitri Vegas & Like Mike)
- 2013 – Blow (Martin Solveig) (con Martin Solveig)
- 2013 – Mufasa (feat. Peking Duk)
- 2014 – Collide (con Project 46 Feat. Collin Mclouhlin)
- 2014 – Flashing Lights (feat. D.O.D)
- 2014 – Bae (feat. Gina Turner)
- 2014 – Memories (con Project 46)
- 2014 – Go (con Uberjak'd)
- 2015 – S.A.X. (con Tujamo)
- 2015 – Outer Space (XXX) (con Shelco Garcia & TEENWOLF feat. Kris Kiss)
- 2015 – Show Me Love (con Steve Angello feat. Robin S.)
- 2015 – Snap That Neck (con Chocolate Puma)
- 2015 – Get It Right (con Moska feat. Terri B!)
- 2015 – Beat Of The Drums (con Angger Dimas feat. Mina)
- 2015 – Let It Go (feat. Trevor Guthrie)
- 2016 – The Chase (feat. Aruna)
- 2016 – Move To The Sound (con Afrojack feat. Hawkboy)
- 2016 – Front 2 The BACK (con Mike Cervello)
- 2016 – Fucking Beats (con twoloud)
- 2016 – To The Beat (con Yves V feat. Hawkboy)
- 2016 – Promiscuous (con Will Sparks feat. Alicia Madison)
- 2016 – Mad Men (con Kura)
- 2017 – XOXO (con Ralvero feat. INA)
- 2017 – Paradise (con Made in June feat. Bright Lights)
- 2017 – With Me (con Florian Picasso feat. Bright Lights)
- 2017 – Like This (con Konih)
- 2017 – Rise (con Mark Villa)
- 2018 – It's Time (con Steve Aoki feat. Bruce Buffer)
- 2018 – Milkshake (Better Than Yours) (con Shermanology e Ale Mora)
- 2018 – We Are One (con Jewelz & Sparks feat. Pearl Andersson)
- 2019 – Oh Yes (Rockin' with the Best) (con Keanu Silva)
- 2019 – Party Starter (con Mark Bale)
- 2019 – Keep On Rockin' (con Pyrodox)
- 2019 – Bam Bam (con Raven & Kreyn)
- 2019 – Make That Thang Go (con Unity)
- 2020 – Cant't Hold My Tongue (feat. Sxmson)
- 2020 – Bass Test (con Mark Bale)
- 2020 – The Illest (con Swanky Tunes)
- 2020 – We Found Love (con Steff da Campo)
- 2020 – U Don't (con Domastic)
- 2020 – Heart on My Sleeve (con Gattüso feat. Sarah Reeves)
- 2020 – Rolling Stone (feat. David Gonçalves)

### Remixes
- Touche - Ribosomal (Laidback Luke Remix)
- Damon Wild & Tim Taylor - Bang The Acid (Laidback Luke Remix)
- Green Velvet - Land Of The Lost (Laidback Luke Remix)
- Green Velvet - The Stalker (Laidback Luke Remix)
- Daft Punk - Crescendolls (Laidback Luke Remix)
- Steve Angello - Voices (Laidback Luke's Ready To Pop Remix)
- Don Diablo - Fade Away (Round & Round) (Laidback Luke Remix)
- Jaimie Fanatic - B Boy Stance (Laidback Luke Back To Mine Remix)
- Jamie Anderson - Secret Weapon (Laidback Luke Remix)
- Eddie Amador & Tom de Neef - Sweat (Laidback Luke Remix)
- Denis Aidanow - Ascension (Laidback Luke Remix)
- MYPD - You're Not Alone (Laidback Luke Remix)
- Hardrox - Feel The Hardrock (Laidback Luke Remix)
- TV Rock vs Dukes Of Windsor - The Others (Laidback Luke Remix)
- DJ DLG & Laidback Luke - Ambition (Laidback Luke Remix)
- David Guetta feat. Cozi - Baby When The Light (Laidback Luke Remix)
- David Guetta feat. Tara Mc Donald - Delirious (Laidback Luke Remix)
- Daft Punk - Teachers (Laidback Luke Re-Work)
- Surkin - White Knight Two (Laidback Luke remix)
- Martin Solveig - I Want you (Laidback Luke remix)
- Pete Philly & Perquisite - Cocksure (Laidback Luke Remix)
- Who's Who - Sexy Fuck (Laidback Luke Remix)
- Roger Sanchez feat Terri B - Bang That Box (Laidback Luke Remix)
- The Tough Alliance - Neo Violence (Laidback Luke Remix)
- Steve Angello - Gypsy (Laidback Luke Gypsy Woman Remix)
- Weird Science - Haus of Cards (Laidback Luke Remix)
- Korgis - Need Your Lovin (Laidback Luke Remix)
- Gta feat. Zashanell - U&I (Laidback Luke Remix)
- David Guetta feat Kelly Rowland - When Love Takes Over (Laidback Luke Remix)
- Wynter Gordon - Dirty Talk (Laidback Luke Remix)
- Carte Blanche feat. Kid Sister - Do! Do! Do! (Laidback Luke Remix)
- Robyn - Indestructible (Laidback Luke remix)
- Zombie Nation - Kernkraft 400 (Laidback Luke Bootleg)
- Christina Aguilera - Not Myself Tonight (Laidback Luke Remix)
- Chris Lake - Sundown (Laidback Luke Remix)
- Felix Cartal Feat. Polina - Don't Turn On The Lights (Laidback Luke Remix)
- Martel - Ricochet (Laidback Luke Remix)
- Chuckie Feat. Junxter Jack - Make Some Noise (Laidback Luke Remix)
- Avicii - SOS (Laidback Luke Remix)